# 私をおいて旅立たないで
「私をおいて旅立たないで」（仏: Ne partez pas sans moi ヌ・パルテ・パ・サン・モア、英: Don't Leave Without Me）はセリーヌ・ディオンの楽曲で、1988年のユーロビジョン・ソング・コンテストの優勝曲。ヨーロッパ圏では1988年5月6日にシングルリリースされている。ユーロビジョンのテレビ中継において、ディオンはこの歌を世界各国6億人以上の視聴者の前で歌唱した。

## 解説
元々はアンコニトのアルバムの曲。セリーヌは、1988年のユーロビジョンスイス予選で1位となり、ダブリンで行なわれた本大会では、イギリス代表のスコット・フィッツジェラルドとの接戦の末、1点差でスイス勢として2度目の優勝を果たした。シングルカット版は2日間で20万枚を売上げ、トータルで30万枚を売り上げた。
当時としては珍しく、ミュージックビデオも制作された。
この歌はフランス語版の他にドイツ語版もレコーディングされ、ドイツ国内では「ハンド・イン・ハンド」（Hand in Hand）という曲名でリリースされている。
また、2004年2月3日に日本限定で発売されたディオンの初期のフランス語曲を集めたベスト盤『ラヴ・バラード・ベスト・セレクション』にも収録された。
- 調（転調あり）：ヘ長調（F）→変ト長調（G♭）

## 収録曲
ヨーロッパ版7インチシングル
1. 「私をおいて旅立たないで」 – 3:07
2. 「私をおいて旅立たないで」（インストゥルメンタル） – 3:07

ドイツ版7インチシングル
1. 「ハンド・イン・ハンド」 – 3:07
2. 「ハンド・イン・ハンド」（インストゥルメンタル） – 3:07

## 音楽チャート
| チャート (1988年)          | 最高位 |
| -------------------------- | ------ |
| ベルギー・シングルチャート | 11     |
| ドイツ・シングルチャート   | 42     |
| フランス・シングルチャート | 36     |
| スイス・シングルチャート   | 11     |